# دومينيك دوكا
دومينيك دوكا (مواليد 26 أبريل 1943) هو كاهن كاثوليكي تشيكي، أصبح كاردينال في عام 2012.

## روابط خارجية
- دومينيك دوكا على موقع IMDb (الإنجليزية)
- دومينيك دوكا على موقع مونزينجر (الألمانية)
- دومينيك دوكا على موقع قاعدة بيانات الفيلم (الإنجليزية)